# 美國世紀
美國世紀（英語：American Century）是對20世紀的一種概括，它表明了這段時間美國對於世界政治、經濟、文化上的巨大影響。該詞語來源於將1815年至1914年的百年稱為英帝國世紀（英語：Britain's Imperial Century）的說法。美國的影響力在20世紀穩步上升。當二戰結束時，它未經戰火摧殘，是世界上最富裕的國家，和蘇聯並稱兩極。當1991年蘇聯解體後，美國成為了唯一的超級大國，也有說法稱其為超級強國（hyperpower）。